# Варнек, Иван Александрович
Иван Алекса́ндрович Ва́рнек (1819—1877) — русский архитектор немецкого происхождения, академик Императорской Академии художеств (с 1852); сын живописца Александра Григорьевича Варнека, отец полярного исследователя и гидрографа Александра Ивановича Варнека.

## Биография
Сын профессора Академии художеств А. Г. Варнека. Вольноприходящий учащийся Императорской Академии художеств (1831—1833), воспитанник Академии художеств (1833—1834), сверхштатный академист 2-й степени (1834—1839). Получил медали Академии художеств: малая серебряная (1838), большая серебряная (1839). Получил от Академии художеств звание художника с правом на чин XIV класса (1839). Получил звание «назначенного в академики» (1842). Звание академика (1852).
Архитектор Попечительного совета заведений общественного призрения (1862—1871).
Основные постройки в Петербурге: церковь при Калинкинской больнице, Хирургический («Суворовский») корпус Петропавловской больницы (1866–1868), корпус Александровского отделения Волковской богадельни (1867–1868), доходные дома.

### Известные постройки
Известными работами Варнека являются:
- Смирительный и работный дом - Больница для душевнобольных св. Николая Чудотворца. Мойки наб., 126 (1832—1836);
- Доходный дом. Лиговский пр., 55 (1848);
- Доходный дом. Средний пр. ВО, 52 (1852);
- Александровское отделение Волковской богадельни. Волковки наб., 3Б1 (1867—1868);
- Доходный дом А. И. Варнека. Малый пр. ВО, 14 (1866, 1871).

## Семья
Был женат на Татьяне Фёдоровне Фроловой. Их дети:
- Александр (1858—1930)
- Николай
- Надежда (1860—ок. 1940), оперная певица и детский писатель, жена палеонтолога Н. И. Каракаша.